# San Rafael Zaragoza
San Rafael Zaragoza es una localidad del estado mexicano de Morelos. Es parte del municipio de Tlaltizapán.

## Toponimia
El nombre «San Rafael» hace referencia al santo patrono de la localidad: Rafael Arcángel. El nombre «Zaragoza» rinde homenaje a Ignacio Zaragoza, militar mexicano partícipe de la segunda intervención francesa en México en favor del bando republicano.

## Demografía
| Gráfica de evolución demográfica |
|                                  |

| Censo | Población |
| ----- | --------- |
| 1900  | 488       |
| 1910  | 631       |
| 1921  | 132       |
| 1930  | 55        |
| 1940  | 165       |
| 1950  | 371       |
| 1960  | 467       |
| 1970  | 833       |
| 1980  | 812       |
| 1990  | 956       |
| 2000  | 1076      |
| 2010  | 1226      |
| 2020  | 1297      |